# L'altra Europa (programma radiofonico)
L'altra Europa è un programma radiofonico italiano, in onda sabato mattina su Radio 24 dal 2010, condotta da Federico Taddia.
La trasmissione tratta temi di attualità con ospiti provenienti dai diversi paesi dell'Unione europea, affrontando vari argomenti di natura politica, economica, culturale e di costume in ottica europea. È realizzata in collaborazione con Euranet.